# 메구리아우 세카이
〈메구리 아우 세카이〉(일본어: めぐりあう世界 ‘우연히 만난 세계’[*])는 대한민국의 3인조 걸 그룹 가수 《S.E.S.》의 일본에서 발매한 데뷔 싱글 음반이다. 일본 여가수 MISIA의 데뷔곡 〈츠츠미 코무 요우니〉(일본어: つつみこむように ‘감싸안으며’[*])를 작곡한 시마노 사토시가 프로듀싱을 맡았고, 우타다 히카루, 하마사키 아유미, 보아, SPEED (일본의 음악 그룹) 등과 함께 작업한 다케시 와타루가 뮤직 비디오 감독을 맡았다.

## 설명
- 1998년 8월 28일, 도쿄 롯폰기에 위치한 에이벡스 소유의 클럽 벨파레에서 데뷔 싱글 발매 쇼케이스를 가졌다. 악천후 속에서도 음악 프로듀서, 매스컴 관계자, 음반 도매상, 일반 관객 등 1천명이 넘는 인원이 모여들어 성황을 이루었다.[1]
- '선주문만 100만장'이라는 식으로 국내에 보도되었으나 실질적인 주문량은 10만장 정도로 추정된다.
- 오리콘 주간차트에서 발매 첫주 37위를 기록, 그 주 발매된 신인 가수들의 싱글 중에서 유일하게 차트에 진입했다. 이는 계은숙, 김연자 등 엔카 가수를 제외한 당시 일본에 진출한 한국 가수 중 역대 최고의 성적에 해당한다.[2]
- 〈重逢世界〉라는 제목으로 동일한 사양의 싱글이 대만에 발매되었는데, 겉을 감싼 은박 포장지 때문에 일명 '껌종이 싱글'이라 불렸다.

## 주요 기록
- 오리콘 주간차트에서 최고순위 37위, 판매량은 13,780장을 기록했다.
- TBS 《카운트다운 TV》에서 최고 40위를 기록했다.
- 싱글발매 첫주에 일본 타워레코드(시부야 점) 싱글판매 주간차트 3위를 기록했다.[3]
- TV 도쿄의 음악 프로그램에서 1998년 11월 첫째주에 12위를 기록했다.[4]
- 대만 IFPI Single 차트에서 최고 9위를 기록했다.

## 트랙 리스트
1. めぐりあう世界
  - 작사: 시마노 사토시 / 작곡: 시마노 사토시 / 편곡: 시마노 사토시
  - NTV 계열의 프로그램《빙글빙글 나인T나인》엔딩 테마로 1998년 10월 16일부터 약 2개월 동안 사용되었다.
  - 가사랑 제목이 한국어로 번안되어〈운명적인 세상〉이라는 제목으로 한국 4.5집 《Surprise》 보너스 트랙에 수록되었다.
2. Believe in Love
  - 작사: 이와사토 유호 / 작곡: 시마노 사토시 / 편곡: 시마노 사토시
  - 가사가 한국어로 번안되어 한국 4.5집 《Surprise》 8번 트랙에 수록되었다.
3. めぐりあう世界 (Instrumental)
  - 작사: 시마노 사토시 / 작곡: 시마노 사토시 / 편곡: 시마노 사토시